# SDK
SDK (від англ. software Development Kit) — набір із засобів розробки, утиліт і документації, який дає програмістам змогу створювати прикладні програми за визначеною технологією або для певної платформи (програмної або програмно-апаратної).
Програміст, як правило, отримує SDK безпосередньо від розробника цільової технології або системи. Часто SDK розповсюджується через Інтернет. Багато SDK розповсюджуються безкоштовно для того, щоб заохотити розробників використовувати дану технологію або платформу.
Постачальники SDK інколи підміняють термін Software у словосполуці Software Development Kit на точніше слово. Наприклад Microsoft і Apple надають Driver Development Kits (DDK) для розробки драйверів пристроїв, а Palmsource називає свій інструментарій для розробки «PALMOS Development Kit (PDK)».

## Приклади SDK
- Java SDK [Архівовано 21 липня 2010 у Wayback Machine.] від «Sun Microsystems»
- Olympus SDK — SDK для розробки програм для цифрових фотокамер «Olympus»
- bada SDK — SDK для розробки програм під платформу bada
- Ubuntu SDK